# Bedarfswert
Ein Bedarfswert ist
- ein steuerlicher Wert,
- ein Wert, der nur festgestellt wird, wenn er für Zwecke der Besteuerung benötigt wird/ein Bedarf besteht, z. B. für Zwecke der Erbschaftsteuer, Grunderwerbsteuer (§ 151 Abs. 1 Bewertungsgesetz).

Die Entscheidung über eine Bedeutung für die Besteuerung trifft das für die Festsetzung der Erbschaftsteuer oder die Feststellung zuständige Finanzamt.

## Allgemeines
Von den allgemeinen Vorschriften des Bewertungsgesetzes (BewG) abweichende Vorschriften für die Bewertung von Grundbesitz für die Erbschafts- und für die Grunderwerbsteuer wurden erstmals infolge der Beschlüsse des Bundesverfassungsgerichts (BVerfG) vom 22. Juni 1995 erlassen. Das Bundesverfassungsgericht hatte den Gesetzgeber u. a. verpflichtet, die unterschiedliche steuerliche Belastung von Grundbesitz und sonstigem Vermögen bei der Vermögensteuer und der Erbschaftsbesteuerung zu beseitigen.
Mit dem Jahressteuergesetz 1997 wurde der Vierte Abschnitt mit den Vorschriften für die Bewertung von Grundbesitz für die Erbschaftsteuer ab 1. Januar 1996 und für die Grunderwerbsteuer ab 1. Januar 1997 mit den §§ 138 bis 150 BewG in das Bewertungsgesetz eingefügt. Mit diesen Vorschriften wurde die auch für diese Fälle bis dahin geltende Einheitswertfeststellung durch die Feststellung eines Grundbesitzwerts (auch Bedarfswert genannt) abgelöst.
Die seinerzeit etablierten Vorschriften der §§ 138 bis 150 BewG gelten – teilweise in modifizierter Version – heute nur noch für Zwecke der Grunderwerbsteuer. Die Frage der Verfassungswidrigkeit der Grundbesitzwerte als Bemessungsgrundlage der Grunderwerbsteuer wird voraussichtlich demnächst vom Bundesverfassungsgericht zu entscheiden sein.
Nach dem zum Erbschaftsteuergesetz ergangenen Beschluss des Bundesverfassungsgerichts war das seit dem 1. Januar 1996 geltende Bewertungsrecht ebenfalls verfassungswidrig. Nach Auffassung des Bundesverfassungsgerichts muss die Bewertung des anfallenden Vermögens bei der Ermittlung der erbschaftsteuerlichen Bemessungsgrundlage einheitlich am gemeinen Wert als dem maßgeblichen Bewertungsziel ausgerichtet sein. Die Bewertungsmethoden müssen gewährleisten, dass alle Vermögensgegenstände in einem Annäherungswert an den gemeinen Wert erfasst werden.
Mit dem Gesetz zur Reform des Erbschaftsteuer- und Bewertungsrechts (ErbStRG) wurden mit dem Sechsten Abschnitt „Vorschriften für die Bewertung von Grundbesitz, von nicht notierten Anteilen an Kapitalgesellschaften und von Betriebsvermögen für die Erbschaftsteuer ab 1. Januar 2009“ mit den §§ 157 bis 203 BewG eingefügt.

## Einzelheiten
Die fallzahlenmäßig, aber nicht zwangsläufig wertmäßig, größte Bedeutung für die Praxis haben die Vorschriften über die Feststellung von Grundbesitzwerten, insbesondere die für das Grundvermögen, mit Ausnahme der Sonderfälle der §§ 192 bis 197 BewG.
Nach § 153 Abs. 1 BewG kann das Finanzamt von jedem, für dessen Besteuerung eine gesonderte Feststellung von Bedeutung ist, die Abgabe einer Feststellungserklärung verlangen. Auslöser für die Aufforderung zur Erklärungsabgabe ist – abgesehen von grunderwerbsteuerlichen Vorgängen – in der Regel ein der Finanzverwaltung bekannt gewordener Erb- oder Schenkungsfall. Eine z. B. dem Einkommensteuerrecht oder dem Grunderwerbsteuerrecht vergleichbare Verpflichtung, beim Vorliegen bestimmter Tatbestände oder dem Erreichen bestimmter Einkommensgrenzen von sich aus eine Erklärung oder Anzeige abgeben zu müssen, besteht hier nicht.
Zum Grundvermögen gehören der Grund und Boden, die Gebäude, die sonstigen Bestandteile und das Zubehör, das Erbbaurecht, das Wohnungseigentum, das Teileigentum, das Wohnungserbbaurecht und das Teilerbbaurecht nach dem Wohnungseigentumsgesetz, soweit es sich nicht um land- und forstwirtschaftliches Vermögen oder um Betriebsgrundstücke handelt. (§ 176 Abs. 1 BewG)

## Arten des Grundvermögens
Wie bei der Einheitsbewertung ist auch bei der Grundbesitzbewertung das Grundvermögen aufgeteilt, und zwar in „unbebaute Grundstücke“ und „bebaute Grundstücke“. Die Legaldefinition in den §§ 145 BewG und 180 ff. BewG lehnt sich an die Vorschriften für die Einheitsbewertung in den §§ 72 und §§ 74 ff. BewG an, ist aber nicht identisch. So erfolgt z. B. die Abgrenzung der Grundstücksarten – im Gegensatz zur Einheitsbewertung – nach der Wohn-Nutzfläche und nicht nach der Jahresrohmiete.

### Bewertungsverfahren

#### Unbebaute Grundstücke
Unbebaute Grundstücke sind Grundstücke, auf denen sich keine benutzbaren Gebäude befinden (§ 178 BewG). Der Wert eines unbebauten Grundstücks wird in der Regel nach seiner Fläche und dem vom zuständigen Gutachterausschuss für das Gebiet ermittelten Bodenrichtwert festgestellt. (§ 196, § 179 BewG)

#### Bebaute Grundstücke
Nach § 181 Abs. 1 BewG wird bei bebauten Grundstücken zwischen folgenden Grundstücksarten unterschieden:
| Grundstücksart                | Voraussetzungen |
| ----------------------------- | --- |
| Ein- und Zweifamilienhäuser   | - Wohngrundstücke mit bis zu zwei Wohnungen - Mitbenutzung für betriebliche oder öffentliche Zwecke zu weniger als 50 % (berechnet nach der Wohn- oder Nutzfläche) ist unschädlich, soweit dadurch nicht die Eigenart als Ein- oder Zweifamilienhaus wesentlich beeinträchtigt wird                                                         |
| Mietwohngrundstücke           | - Grundstücke, die zu mehr als 80 % (berechnet nach der Wohn- und Nutzfläche) Wohnzwecken dienen |
| Wohnungs- oder Teileigentum   | - Wohnungseigentum ist das Sondereigentum an der Wohnung in Verbindung mit dem Miteigentumsanteil an dem gemeinschaftlichen Eigentum, zu dem es gehört - Teileigentum ist das Sondereigentum an nicht zu Wohnzwecken dienenden Räumen eines Gebäudes in Verbindung mit dem Miteigentum an dem gemeinschaftlichen Eigentum, zu dem es gehört |
| Geschäftsgrundstücke          | - Grundstücke, die zu mehr als 80 % (berechnet nach der Wohn- oder Nutzfläche) eigenen oder fremden betrieblichen oder öffentlichen Zwecken dienen |
| Gemischt genutzte Grundstücke | - Grundstücke, die teils Wohnzwecken, teils eigenen oder fremden betrieblichen oder öffentlichen Zwecken dienen |
| Sonstige bebaute Grundstücke  | - Grundstücke, die nicht unter eine der obigen Kategorien fallen |

Wertermittlung
Bei den bebauten Grundstücken richtet sich das Wertfeststellungsverfahren nach der jeweiligen Grundstücksart. Der Wert dieser Grundstücke ist nach dem Vergleichswertverfahren, dem Ertragswertverfahren oder dem Sachwertverfahren zu ermitteln (§ 182 BewG).
Vergleichswertverfahren
Im Vergleichswertverfahren bewertet werden grundsätzlich das Wohnungseigentum, das Teileigentum und Ein- und Zweifamilienhäuser (§ 183 BewG). Voraussetzung für die Anwendung dieses Verfahrens ist grundsätzlich, dass der Gutachterausschuss entsprechende Vergleichspreise oder Vergleichsfaktoren ermittelt hat.
Bei den vom Gutachterausschuss ermittelten Vergleichspreisen handelt es sich um marktübliche Kaufpreise von Grundstücken, die mit dem zu bewertenden Grundstück hinreichend übereinstimmen. Eine hinreichende Übereinstimmung kann noch unterstellt werden, wenn die wertbeeinflussenden Merkmale des zu bewertenden Grundstücks höchstens jeweils 20 % vom Vergleichsgrundstück abweichen.
Sofern kein Vergleichswert vorliegt, sind die betroffenen Grundstücke im Sachwertverfahren zu bewerten.
Ertragswertverfahren

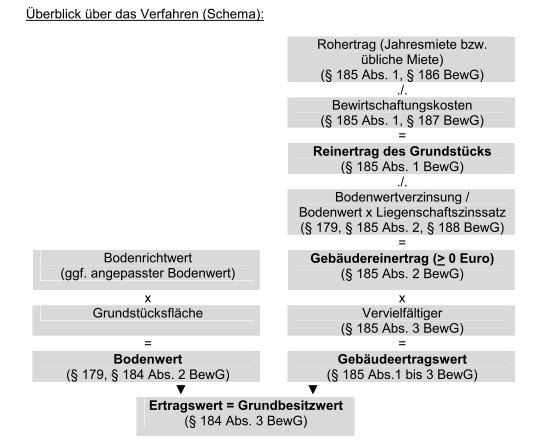
Schema eines Ertragsverfahrens

Im Ertragswertverfahren bewertet werden Mietwohngrundstücke sowie Geschäftsgrundstücke und gemischt genutzte Grundstücke, für die sich auf dem örtlichen Grundstücksmarkt eine übliche Miete ermitteln lässt (§§ 184 bis 188 BewG).
Der im Ertragswertverfahren ermittelte Grundbesitzwert setzt sich zusammen aus dem Bodenwert und dem Gebäudewert. Der Bodenwert wird wie bei einem unbebauten Grundstück ermittelt. Der Gebäudewert wird auf der Grundlage des Ertrags ermittelt.
Rohertrag ist das vereinbarte Entgelt, das der Nutzende am Bewertungsstichtag zu zahlen hat, umgerechnet auf 12 Monate. Auf die tatsächlich gezahlte Miete kommt es nicht an.
Wird keine Miete gezahlt (z. B. Eigennutzung, keine Nutzung) oder weicht die vereinbarte Miete um mehr als 20 % von der üblichen Miete ab, ist die übliche Miete anzusetzen, die in Anlehnung an ortsübliche Mieten für vergleichbare Räume geschätzt wird.
Die Bewirtschaftungskosten sind pauschal mit Erfahrungssätzen zu berücksichtigen. Sofern vom örtlichen Gutachterausschuss keine Erfahrungssätze zur Verfügung gestellt werden, ist die pauschalierte Höhe unter Berücksichtigung der Grundstücksart und der Restnutzungsdauer des Gebäudes nach Anlage 23 BewG zu ermitteln.
Der Liegenschaftszinssatz ist nach der Grundstücksart zu bestimmen. Sofern vom örtlichen Gutachterausschuss keine Liegenschaftszinssätze zur Verfügung gestellt werden, sind die typisierten Liegenschaftszinssätze des § 188 BewG anzuwenden.
Sachwertverfahren

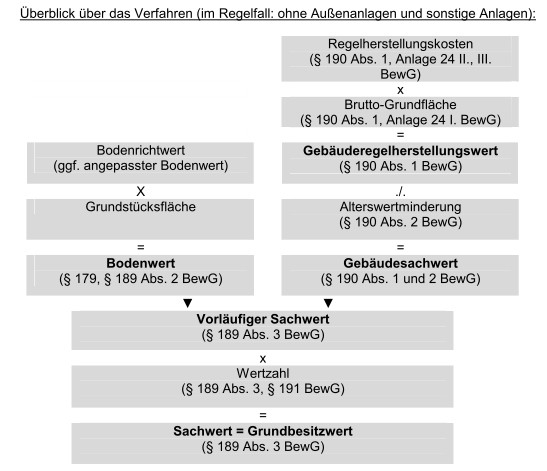
Schema eines Sachwertverfahrens

Im Sachwertverfahren bewertet werden Grundstücke, für die sich im für diese Grundstücke vorgesehenen Vergleichswertverfahren kein Vergleichswert ermitteln lässt, Geschäftsgrundstücke und gemischt genutzte Grundstücke, für die sich auf dem örtlichen Grundstücksmarkt keine übliche Miete ermitteln lässt, und sonstige bebaute Grundstücke (§§ 189 bis 191 BewG).
Beim Sachwertverfahren ist der Wert der Gebäude getrennt vom Bodenwert zu ermitteln.
Der Bodenwert ist der nach § 179 BewG ermittelte Wert des unbebauten Grundstücks.
Die Regelherstellungskosten sind nicht die tatsächlichen, sondern die gewöhnlichen Herstellungskosten je Quadratmeter Brutto-Grundfläche. Sie sind dargestellt in der Anlage 24 Teil II und III BewG, abhängig von Grundstücksart, Gebäudeklasse, Baujahrsgruppe und Ausstattungsstandards. Basis für die Ermittlung dieser Kosten sind derzeit die Normalherstellungskosten 2000 (NHK 2000).
Die Brutto-Grundfläche ist die Summe der Grundflächen aller Grundrissebenen eines Bauwerks mit Nutzungen nach DIN 277-2:2005-02, Tabelle 1, Nr. 1 bis 9, und deren konstruktiven Umschließungen.
Die Alterswertminderung wird regelmäßig nach dem Verhältnis des Alters des Gebäudes am maßgeblichen Bewertungsstichtag zur typisierten wirtschaftlichen Gesamtnutzungsdauer nach Anlage 22 BewG bestimmt. Sind nach Bezugsfertigkeit des Gebäudes bedeutsame Änderungen eingetreten, so sind diese bei der Ermittlung der Alterswertminderung zu berücksichtigen.
Aus der Summe von Bodenwert und Gebäudesachwert wird mit Hilfe einer Wertzahl der Sachwert des Grundstücks ermittelt. Sofern vom örtlichen Gutachterausschuss keine Sachwertfaktoren (Marktanpassungsfaktoren) ermittelt werden, sind die in der Anlage 25 BewG dargestellten Wertzahlen zu verwenden, aufgeteilt nach Gebäudeklasse und der Höhe des vorläufigen Sachwerts.

#### Nachweis des niedrigeren gemeinen Werts (Verkehrswertgutachten)
Die auch als „Öffnungsklausel“ bezeichnete Vorschrift des § 198 BewG gibt dem Steuerpflichtigen die Möglichkeit, nachzuweisen, dass der Verkehrswert (= gemeiner Wert) des zu bewertenden Objekts niedriger ist als der vom Finanzamt nach den allgemeinen Vorschriften typisiert ermittelte Grundbesitzwert.
Die Möglichkeiten des Nachweises sind begrenzt. Hierzu ist ein Sachverständigengutachten erforderlich, erstellt entweder durch den zuständigen Gutachterausschuss oder durch einen staatlich bestellten bzw. zertifizierten Immobiliensachverständigen. Wurde das Grundstück innerhalb eines Jahres verkauft, kann der tatsächlich erzielte Kaufpreis als Nachweis dienen.